# Detour (álbum de Cyndi Lauper)
Detour es el undécimo álbum de estudio de la cantante estadounidense Cyndi Lauper, publicado el 6 de mayo de 2016 por la compañía discográfica Sire Records. Fue grabado durante 2015 en Nashville y producido por Tony Brown. Esta producción fue lanzada el 2 de mayo de 2016 y es la primera que ella lanza para Warner Music, a través de su sello Sire Records.

## Composición y grabación
En enero de 2016 se confirmó que la leyenda de la música country Willie Nelson grabó una canción inédita para el álbum, dicho tema lleva como nombre Night Life; al respecto, Cyndi Lauper expresó al portal EW.com su entusiasmo por esta nueva colaboración:
“Siempre es un acontecimiento importante, trabajar y cantar a lado de Willie. Es una leyenda viviente de la música country y cuando entró en el estudio no me lo podía creer, casi lloré de la emoción… Es un héroe de la música estadounidense, estoy enormemente agradecida con él y su equipo de trabajo por haber aceptado mi invitación en participar en el nuevo proyecto”.

## Recepción
Stephen Thomas Erlewine, de AllMusic, dijo, “es una secuela espiritual de lo aprendido en Memphis Blues, Detour encuentra a una Cyndi Lauper que cambia el blues por el country”. El crítico musical Keith Harris, de la revista Rolling Stone escribió "Las estrellas de rock y de pop, que están en la madurez de su vida, a menudo buscan un puerto seguro para el final de su carrera en la música country, pero Cyndi Lauper, de 62 años de edad, se apodera del género con una excentricidad característicamente atrevida." Juan Pablo de PopMatters escribió "No del todo exitoso aún, no enteramente sin mérito, el trabajo de Cyndi Lauper en Detour es sólo eso: Un desvío de la norma y un intento de encontrar algo nuevo en algo viejo".

## Recepción comercial
Detour debutó en el número 29 en la lista Billboard 200 con 16,085 unidades equivalentes a ventas de álbum, tres posiciones más abajo que su álbum Memphis Blues de 2010. Este lo convirtió en el disco número 7 de Lauper en colocarse entre las 50 primeras posiciones de la lista. 
En el Reino Unido, la Official Charts Company reportó que Detour debutó en el puesto cuarenta y tres. Se convirtió en el primer álbum de estudio de Lauper en debutar solo las primeras 50 posiciones después de A Night to Remember en 1989. En Alemania, el disco debutó en el puesto número 64 siendo su mejor debut en esta lista desde 1994, con su disco de grandes éxitos Twelve Deadly Cyns...and Then Some.
En Australia, Detour debutó en la puesto número 26 de la lista nacional de álbumes, convirtiéndose en su disco número 6 que alcanza las 50 primeras posiciones de la lista. De igual forma, el disco debutó en la puesto número 3 de la lista de álbumes country de este país.

## Lista de canciones
1. "Funnel of Love"
2. "Detour" (con Emmylou Harris)
3. "Misty Blue"
4. "Walkin' After Midnight"
5. "Heartaches by the Numbers"
6. "The End Of The World"
7. "Night Life" (con Willie Nelson)
8. "Begging to You"
9. "You're the Reason Our Kids Are Ugly" (con Vince Gill)
10. "I Fall To Pieces"
11. "I Want To Be A Cowboy's Sweetheart" (con Jewel)
12. "Hard Candy Christmas" (con Alison Krauss)

## Créditos[14]
- Vince Gill
- Emmylou Harris
- Jewel
- Alison Krauss
- Willie Nelson

## Posicionamiento
| Listas (2016)                           | Posiciones |
| --------------------------------------- | ---------- |
| Australia Albums (ARIA)                 | 26         |
| Australia Country Albums (ARIA)         | 3          |
| Alemania (Media Control Charts)         | 64         |
| Canadá (Listas musicales de Canadá)     | 69         |
| Bélgica (Ultratop flamenca)             | 63         |
| Francia (SNEP)                          | 15         |
| Italia Albums (FIMI)                    | 76         |
| Taiwan International Chart (Five Music) | 15         |
| Taiwan International Chart (CRR)        | 11         |
| Suiza (Schweizer Hitparade)             | 55         |
| Reino Unido (UK Albums Chart)           | 43         |
| Reino Unido (Country Albums)            | 1          |
| US Billboard 200                        | 29         |
| US Top Country Albums                   | 4          |
| US Top Digital Albums                   | 17         |

## Fecha de lanzamiento
| Región         | Fecha             | Empresa                   |
| -------------- | ----------------- | ------------------------- |
| Estados Unidos | 2 de mayo de 2016 | Sire Records Warner Music |